# Bracalba laminata
Bracalba laminata är en stekelart som beskrevs av Alan Parkhurst Dodd 1931. Bracalba laminata ingår i släktet Bracalba och familjen Scelionidae. Inga underarter finns listade.